# 청주지방검찰청
청주지방검찰청(淸州地方檢察廳)은 청주지방법원에 대응하여 대응하여 항소사건에 대한 소송 유지 및 항고사건 처리와 행정소송을 비롯해 국가를 당사자로 하는 소송사건을 수행하고 진행을 돕기 위하여 설립된 대한민국 검찰청 대전고등검찰청 소속기관으로 청주지방검찰청 검사장은 차관급 예우를 받는다. 충청북도 청주시 서원구 산남로 70번길 51에 위치하고 있다.

## 연혁
- 1907년 12월 23일 공주지방재판소 검사국 재판소구성법 제8호
- 1909년 5월 5일 공주지방재판소 청주지부 검사국 법부고시 제18호
- 1912년 4월 1일 공주지방법원 청주지청 검사분국 총독부령 제26호
- 1938년 7월 1일 대전지방법원 청주지청 검사분국 청주지방법원 승격
- 1945년 11월 19일 청주지방법원 검사국 군정사령 제36호
- 1947년 1월 1일 청주지방검찰청 사법부령
- 1948년 8월 2일 청주지방검찰청 서기과, 회계과 설치
- 1962년 8월 20일 청주지방검찰청 사무국 설치
- 1962년 9월 3일 청주지방검찰청 사건과, 수사과 설치
- 1964년 7월 28일 청주지방검찰청 사무과 설치
- 1970년 11월 30일 청사이전(수곡동 93-1)
- 1980년 5월 31일 청주지방검찰청 집행과 설치
- 1988년 9월 1일 청주지방검찰청 제1부, 제2부 설치
- 1991년 8월 1일 청주지방검찰청 공안과 설치
- 1993년 11월 30일 북쪽 별관 증축
- 1998년 6월 25일 후편 별관 증축
- 2002년 2월 18일 청주지방검찰청 제3부 설치
- 2002년 6월 14일 서쪽 신관 3층 신축
- 2004년 2월 1일 청주지방검찰청 공안과 폐지
- 2008년 6월 16일 청사이전(산남동 506)
- 2008년 9월 1일 대전고등검찰청 청주지부 개소

## 조직

### 청주지방검찰청 검사장

#### 차장검사

##### 사무국
- 총무과
- 사건과
- 집행과
- 수사과

## 관할구역

### 행정구역
- 1시: 청주시
- 4군: 진천군, 보은군, 괴산군, 증평군

### 검찰청
- 충주지청
- 제천지청
- 영동지청

## 소속기관

### 충주지청
- 주소: 충북 충주시 계명대로 101(교현2동 720-2)
- 우편번호: 380-062

### 제천지청
- 주소: 충청북도 제천시 칠성로51(의림동3-3)
- 우편번호: 390-030

### 영동지청
- 주소: 충북 영동군 영동읍 영동황간로 77(매천리)
- 우편번호: 370-805

## 역대 청주지방검찰청 검사장
- 제 1 대 박천일 1948년 11월 9일 ~ 1949년 9월 15일
- 제 2 대 김윤수 1949년 9월 16일 ~ 1951년 8월 28일
- 제 3 대 윤만석 1951년 8월 29일 ~ 1952년 5월 27일
- 제 4 대 김형근 1952년 5월 28일 ~ 1952년 6월 30일
- 제 5 대 윤준영 1952년 7월 1일 ~ 1954년 4월 7일
- 제 6 대 김영천 1954년 4월 8일 ~ 1954년 9월 10일
- 제 7 대 강용권 1954년 9월 11일 ~ 1958년 9월 9일
- 제 8 대 서병균 1958년 9월 10일 ~ 1959년 4월 21일
- 제 9 대 백상기 1959년 4월 22일 ~ 1960년 6월 26일
- 제 10 대 김사용 1960년 6월 27일 ~ 1960년 9월 23일
- 제 11 대 김용제 1960년 9월 24일 ~ 1961년 6월 21일
- 제 12 대 윤두식 1961년 6월 22일 ~ 1962년 3월 31일
- 제 13 대 나길조 1962년 4월 1일 ~ 1963년 5월 30일
- 제 14 대 김성재 1963년 5월 31일 ~ 1965년 9월 30일
- 제 15 대 민흥식 1965년 10월 1일 ~ 1968년 12월 1일
- 제 16 대 이영환 1968년 12월 2일 ~ 1970년 8월 31일
- 제 17 대 이근수 1970년 9월 1일 ~ 1971년 8월 25일
- 제 18 대 강의석 1971년 8월 26일 ~ 1973년 4월 5일
- 제 19 대 송종진 1973년 4월 6일 ~ 1974년 8월 31일
- 제 20 대 허형구 1974년 9월 1일 ~ 1975년 9월 30일
- 제 21 대 이동봉 1975년 10월 1일 ~ 1976년 2월 29일
- 제 22 대 염경환 1976년 3월 1일 ~ 1977년 2월 17일
- 제 23 대 강태훈 1977년 2월 18일 ~ 1978년 2월 10일
- 제 24 대 정창훈 1978년 2월 11일 ~ 1979년 2월 18일
- 제 25 대 김성기 1979년 2월 19일 ~ 1980년 7월 27일
- 제 26 대 안경상 1980년 7월 28일 ~ 1981년 4월 26일
- 제 27 대 이우각 1981년 4월 27일 ~ 1981년 12월 16일
- 제 28 대 송병철 1981년 12월 17일 ~ 1982년 6월 17일
- 제 29 대 박일흠 1982년 6월 18일 ~ 1983년 7월 31일
- 제 30 대 김동철 1983년 8월 1일 ~ 1985년 3월 4일
- 제 31 대 조성욱 1985년 3월 5일 ~ 1985년 10월 20일
- 제 32 대 박종철 (법조인) 1985년 10월 21일 ~ 1986년 5월 1일
- 제 33 대 전재기 1986년 5월 2일 ~ 1987년 6월 7일
- 제 34 대 지헌범 1987년 6월 8일 ~ 1988년 8월 24일
- 제 35 대 최명부 1988년 8월 25일 ~ 1989년 3월 28일
- 제 36 대 정경식 1989년 3월 29일 ~ 1991년 4월 17일
- 제 37 대 노승행 1991년 4월 18일 ~ 1992년 7월 28일
- 제 38 대 지창권 1992년 7월 29일 ~ 1993년 3월 16일
- 제 39 대 최영광 1993년 3월 17일 ~ 1993년 4월 2일
- 제 40 대 최명선 1993년 4월 3일 ~ 1993년 9월 20일
- 제 41 대 원정일 1993년 9월 21일 ~ 1994년 9월 15일
- 제 42 대 최경원 1994년 9월 16일 ~ 1995년 9월 19일
- 제 43 대 강신욱 1995년 9월 20일 ~ 1997년 1월 22일
- 제 44 대 전용태 1997년 1월 23일 ~ 1998년 3월 19일
- 제 45 대 주선회 1998년 3월 20일 ~ 1999년 2월 20일
- 제 46 대 이광수 1999년 2월 21일 ~ 1999년 6월 8일
- 제 47 대 유창종 1999년 6월 9일 ~ 2000년 7월 14일
- 제 48 대 황선태 2000년 7월 15일 ~ 2001년 5월 30일
- 제 49 대 조규정 2001년 5월 31일 ~ 2002년 2월 7일
- 제 50 대 서영제 2002년 2월 8일 ~ 2003년 3월 12일
- 제 51 대 김성호 2003년 3월 13일 ~ 2003년 3월 20일
- 제 52 대 이병기2003년 3월 21일 ~ 2003년 8월 1일
- 제 53 대 고영주 2003년 8월 5일 ~ 2004년 5월 31일
- 제 54 대 선우영 2004년 6월 1일 ~ 2005년 4월 7일
- 제 55 대 문성우 2005년 4월 8일 ~ 2006년 2월 5일
- 제 56 대 이준보 2006년 2월 6일 ~ 2007년 3월 4일
- 제 57 대 박용석 2007년 3월 5일 ~ 2008년 3월 10일
- 제 58 대 김진태 2008년 3월 11일 ~ 2009년 1월 18일
- 제 59 대 김영한 2009년 1월 19일 ~ 2009년 8월 11일
- 제 60 대 김수남 2009년 8월 12일 ~ 2010년 7월 14일
- 제 61 대 국민수 2010년 7월 15일 ~ 2011년 8월 21일
- 제 62 대 이경재 2011년 8월 22일 ~ 2011년 10월 31일
- 제 63 대 신경식 2011년 11월 1일 ~ 2013년 4월 9일
- 제 64 대 오광수 2013년 4월 10일 ~ 2013년 12월 23일
- 제 65 대 김강욱 2013년 12월 24일 ~ 2015년 2월 10일
- 제 66 대 조은석 2015년 2월 11일 ~ 2015년 12월 23일
- 제 67 대 송인택 2015년 12월 24일 ~ 2017년 7월 31일
- 제 68 대 이석환 2017년 8월 1일 ~ 2018년 1월 18일
- 제 69 대 이동열 2018년 1월 19일 ~ 2018년 6월 21일
- 제 70 대 여환섭 2018년 6월 22일 ~ 2019년 7월 30일
- 제 71 대 최경규 2019년 7월 31일 ~ 2020년 8월 10일
- 제 72 대 노정환 2020년 8월 11일 ~ 2021년 6월 10일
- 제 73 대 이철희 2021년 6월 11일 ~ 2022년 6월 26일
- 제 74 대 배용원 2022년 6월 27일 ~ 2024년 5월 13일
- 제 75 대 박영빈 2024년 5월 13일 ~ 2025년 7월 29일
- 제 76 대 김향연 2025년 7월 29일 ~

## 같이 보기
- 청주지방법원